# بندعثمان بازار
بندعثمان بازار (بالفارسية: بندعثمان بازار) هي قرية تقع في البلدة المركزية في إيران. يقدر عدد سكانها بـ 432 نسمة بحسب إحصاء 2016.